# Державна Рада Удмуртської Республіки
Державна Рада Удму́ртської Республіки (Державна Рада Удмуртії; рос. Государственный Совет Удмуртской Республики, удм. Удмурт Элькунлэн кун кенешез) — законодавчий (представницький) однопалатний орган державної влади Удмуртської Республіки (Росія), є постійно діючим вищим та єдиним органом законодавчої влади республіки.

## Комісії
При парламенті діють такі комісії:
- бюджету, податкам та фінансам;
- соціальної політики;
- економічної політики, промисловості та інвестиціям;
- агропромислового комплексу, земельним відносинам, природокористування та охорони навколишнього середовища;
- державного будівництва та місцевого самоуправління;
- охорони здоров'я, демографічній та сімейній політики;
- науки, освіти, культури та молодіжної політики;
- національної політики, цивільної безпеки, регламенту та організації роботи Державної Ради

## Історія
З моменту утворення Удмуртської АРСР (28 грудня 1934 року) і до прийняття конституції Удмуртії (14 березня 1937 року) вищим органом державної влади був з'їзд Рад Удмуртської АРСР, який вперше відбувся 12 січня 1935 року. У період між засіданнями з'їзду влада переходила до Центрального виконавчого комітету Удмуртської АРСР, який був обраний ще на першому з'їзді. ЦВК розглядав і затверджував проекти законів та законодавчих пропозицій, що вносились республіканськими відомствами, видавав власні закони, постанови та розпорядження. Як розпорядчий орган він утворював уряд та народні комітети, контролював роботу місцевих рад. У його віданні знаходились також керівництво народним господарством, його планування та затвердження бюджету. ЦВК працював сесійно і підпорядковувався з'їзду Рад. Для роботи в міжсесійний період обиралась Президія ЦВК Удмуртської АРСР як постійно діючий оперативний орган влади, що керував засіданнями ЦВК, вів підготовку до них, виносив на затвердження і розгляд сесії проекти законів, спостерігав за виконанням постанов. Президія складалась з голови, секретаря та членів.
Згідно з новоприйнятою конституцією Удмуртії на заміну з'їзду Рад 26 червня 1938 року була обрана Верховна Рада Удмуртської АРСР, при цьому ЦВК, президія та його комісії були ліквідовані. Верховна рада контролювала виконання конституції Удмуртії, затверджувала адміністративно-територіальний поділ, планувала народне господарство та бюджет, організовувала роботу органів державної влади і управління республіки. Верховна рада обирала голову і 2 замісників. Голова керував засіданнями ради, яка працювала сесійно. На першій сесії обиралась Президія Верховної Ради Удмуртської АРСР, яка складалась із голови, заступників, секретаря і членів із числа депутатів. Вперше така президія була обрана 25 липня 1938 року. Президія була вищим органом державної влади у період між сесіями, вона скликала сесії Верховної ради, видавала накази, вносила зміни у діючі закони, відміняла постанови і розпорядження Ради міністрів Удмуртської АРСР, рішення місцевих рад, утворював та ліквідовував органи державного управління, відав нагородженнями та присвоєнням почесних звань, назначав вибори до Верховної ради та місцеві ради. Після розпаду СРСР Верховна рада Удмуртської АРСР була перетворена у Верховну раду Удмуртської Республіки, а 26 березня 1995 року була обрана вже Державна рада Удмуртії, яка стала правонаступницею Верховної ради Удмуртії.

## Керівники

### Голови ЦВК Удмуртської АРСР
- Іванов Григорій Олексійович (12 січня 1935 — 18 квітня 1937)
- Баришников Степан Павлович (18 квітня 1937 — 23 липня 1937)
- Решетников Мирон Лаврентійович (23 липня 1937 — 20 листопада 1937)
- Максимов Семен Олексійович, в.о. (20 листопада 1937 — 25 липня 1938)

### Голови Верховної ради Удмуртської АРСР
- Разенов Микола Петрович (25 липня 1938 — 7 серпня 1939)
- Шутников Сергій Андрійович (7 серпня 1939 — 10 квітня 1941)
- Караваєв Арсеній Васильович (10 квітня 1941 — 19 серпня 1952)
- Вахрушев Агафон Миколайович (19 серпня 1952 — 5 квітня 1955)
- Богданов Аркадій Пилипович (5 квітня 1955 — 11 березня 1959)
- Ворончихін Семен Іванович (11 березня 1959 — 20 березня 1963)
- Красильников Геннадій Дмитрович (20 березня 1963 — 28 березня 1967)
- Захаров Василь Микитович (28 березня 1967 — 6 липня 1971)
- Машагатов Василь Хомич (6 липня 1971 — 15 березня 1980)
- Разеєва Катерина Іванівна (15 березня 1980 — 16 березня 1985)
- Калінін Валентин Єгорович (16 березня 1985 — 14 квітня 1990)
- Тубилов Валентин Кузьмич (14 квітня 1990 — 11 жовтня 1991)

### Голови президії Верховної ради Удмуртської АРСР
- Ворончихін Іван Тихонович (серпень 1939 — квітень 1949)
- Вотінцев Василь Петрович (квітень 1949 — серпень 1952)
- Караваєв Арсеній Васильович (серпень 1952 — березень 1959)
- Сисоєв Петро Петрович (серпень 1959 — грудень 1977)
- Тубилов Афанасій Ілліч (грудень 1977 — квітень 1990)

### Голова Верховної ради Удмуртії
- Тубилов Валентин Кузьмич (11 жовтня 1995 — 19 квітня 1995)

### Голови Державної ради Удмуртії
- Волков Олександр Олександрович (19 квітня 1995 — 3 листопада 2000)
- Семенов Ігор Миколайович (28 листопада 2000 — 2 грудня 2007)
- Соловйов Олександр Васильович (11 грудня 2007 — 25 квітня 2013)
- Невоструєв Володимир Петрович (25 червня 2013 — нині)

## Склад
Нинішня Державна рада 5-го скликання була обрана у жовтні 2012 року за мішаною виборчою системою. 45 депутатів обирались за одномандатними виборчими округам та 45 депутатів обирались по республіканському виборчому округу пропорційно кількості голосів, поданих за республіканські списки кандидатів у депутати, висунуті виборчими об'єднаннями. У відповідності з конституцією Удмуртії депутати Державної ради одного скликання обираються на термін 5 років.
У Державній раді виділяються 4 фракцій:
| Фракція           | Керівник                         | Кількість депутатів |
| ----------------- | -------------------------------- | ------------------- |
| Єдина Росія       | Прасолов Олексій Михайлович      | 72                  |
| КПРФ              | Чепкасов Володимир Геннадійович  | 11                  |
| ЛДПР              | Кулішов Дмитро Володимирович     | 6                   |
| Справедлива Росія | Соломенников Веніамін Васильович | 1                   |